# Joaquim Inácio de Carvalho Filho
Joaquim Ignácio de Carvalho Filho (Martins, 6 de fevereiro de 1888 — Martins, 9 de junho de 1948) foi um advogado, escritor, magistrado e político brasileiro. Foi deputado estadual pelo Rio Grande do Norte de 1913 a 1917, 12.º vice-presidente do Rio Grande do Norte entre 1928 e 1930, senador de 1935 a 1937, 15.º prefeito de Natal entre 1940 e 1942 e o 6.º prefeito do município de Martins, de 1944 a 1945.

## Obras publicadas
- O Baixo Açu[1]
- O Vale do Upanema[1]
- Relatório sobre Serviços no Vale do Ceará-Mirim[1]
- O Seridó[1]
- Discurso no Senado sobre os Vales Úmidos no Rio Grande do Norte[1]